# Charles Maquet
Charles Maquet  (* 23. Dezember 1863 in Dinan; † 20. Oktober 1942) war ein französischer Romanist, Altphilologe, Grammatiker und Lexikograf.

## Leben und Werk
Maquet bestand 1887 die Agrégation de grammaire und war Gymnasiallehrer in Tulle,  Rochefort und Reims, dann in Paris, zuerst am Lycée Voltaire, dann am Lycée Montaigne, schließlich von 1904 bis 1924 am Lycée Condorcet. Maquet war Mitverfasser von Grammatiken und Lehrbüchern des Griechischen, Lateinischen und vor allem des Französischen. Er gehörte zur Jury der Agrégation de grammaire und legte 1907 zusammen mit Ferdinand Brunot einen Kommissionsbericht zur Vereinfachung des Grammatikunterrichts vor. 

1936 publizierte der Larousse-Verlag sein in der Nachfolge von Prudence Boissière und Paul Rouaix stehendes Begriffswörterbuch Dictionnaire analogique, das erst 1980 durch einen Nouveau dictionnaire analogique ersetzt wurde.

## Werke
- (mit Camille Chabrier) Cours complet de langue française, Paris 1893
- (mit Albert Malet) L'Antiquité. Orient. Grèce. Rome, 3 Bde., 1902–1903 (Cours complet d'histoire à l'usage de l'enseignement secondaire)
- (mit Léon Flot) Cours de langue française, 4 Bde., Paris 1908–1913 (zahlreiche Neuauflagen)
- (mit Maurice Roger) Grammaire latine, Paris 1922 (Auflagen unter verschiedenen Titeln und Bearbeitungen bis 1950)
- (mit Louis-Fernand Flutre)  Précis de grammaire grecque, Paris 1925
- Dictionnaire analogique. Répertoire moderne des mots par les idées, des idées par les mots, d'après les principes de P. Boissière, rédigé sur un plan nouveau, Paris 1936, 1957, 1971, 1979